# 5420 Jancis
5420 Jancis (1982 JR1) là một tiểu hành tinh vành đai chính.